# Powiat chmielnicki
Powiat chmielnicki – dawny powiat istniejący w latach 1956–1961 na terenie obecnych powiatów buskiego, kieleckiego, staszowskiego i pińczowskiego (woj. świętokrzyskie). Jego ośrodkiem administracyjnym był Chmielnik.
Powiat chmielnicki został powołany dnia 1 stycznia 1956 roku w województwie kieleckim, czyli 15 miesięcy po wprowadzeniu gromad w miejsce dotychczasowych gmin (29 września 1954) jako podstawowych jednostek administracyjnych PRL. Na powiat chmielnicki złożyło się 1 miasto i 25 gromad, które wyłączono z dwóch ościennych powiatów w tymże województwie:
- z byłego powiatu buskiego:
  - miasto Chmielnik
  - gromady: Balice, Brzeziny, Drugnia, Gnojno, Gorzakiew, Grabki, Korzenno, Kotlice, Maleszowa, Pierzchnica, Piotrkowice, Potok, Przededworze, Raczyce, Sędziejowice, Solec Stary, Suchowola, Szydłów, Śladków, Włoszczowice i Zrecze
- z byłego powiatu kieleckiego:
  - gromady: Brudzów Duży, Obice, Skrzelczyce i Szczecno

W kolejnych latach zlikwidowano 7 gromad: Brzeziny, Gorzakiew, Maleszowa, Solec Stary, Suchowola, Śladków i Skrzelczyce.
Według stanu z 31 lipca 1959 r. powiat zajmował powierzchnię 618 km² i był zamieszkiwany przez 41 tysięcy osób. Jedynym miastem znajdującym się na terenie powiatu był Chmielnik zamieszkiwany przez 4 tys. osób (9,6% ludności powiatu). Był to powiat rolniczy. Liczba zatrudnionych w przemyśle i rzemiośle wynosiła zaledwie 9 na 1000 mieszkańców.
Powiat chmielnicki jako jednostka gospodarcza nie zdołał się skonsolidować. I tak, powiat został zniesiony 31 grudnia 1961 a gromady wchodzące w jego skład przyłączono do czterech ościennych powiatów (a więc nie wszystkie powróciły do pierwotnych powiatów):
- do powiatu buskiego — miasto Chmielnik i gromady Balice, Drugnia, Gnojno, Kotlicea, Pierzchnica, Piotrkowice, Przededworzea, Raczyce, Sędziejowice i Zrecze
- do powiatu kieleckiego — gromady Brudzów Dużya, Obicea i Szczecno
- do powiatu staszowskiego — gromady Grabkia, Korzenno, Potok i Szydłów
- do powiatu pińczowskiego — gromada Włoszczowicea

a) równocześnie będąc znoszona